# Art Rooney
Arthur Joseph Rooney Jr., detto Art (South Versailles, 27 gennaio 1901 – Pittsburgh, 25 agosto 1988), è stato un dirigente sportivo statunitense.
È stato il fondatore dei Pittsburgh Steelers, squadra di football americano con sede a Pittsburgh (Pennsylvania). Ha fondato il club nel 1933 e lo ha guidato fino alla sua morte, avvenuta nel 1988. Ha vinto con la sua squadra quattro Super Bowl negli anni settanta. Gli è succeduto il figlio Dan Rooney.
Era soprannominato The Chief ("il capo").